# دلا ریس
دلا ریس (انگلیسی: Della Reese؛ زاده ۶ ژوئیهٔ ۱۹۳۱ در دیترویت، میشیگان - درگذشته ۱۹ نوامبر ۲۰۱۷ در انسینو، لس‌آنجلس، کالیفرنیا) یک موسیقی‌دان اهل ایالات متحده آمریکا بود. وی از سال ۱۹۵۳ تا ۲۰۱۴ میلادی مشغول فعالیت بوده‌است.